# Hannette Staack
Hannette Staack, née le 7 février 1979 à São Luís (Maranhão, Brésil), est une grappleuse et pratiquante de jiu-jitsu brésilien.

## Titres

### Jiu-jitsu brésilien
- 2008 : 1re place aux championnats du monde[1]
- 2009 : 1re place aux championnats du monde[2]
- 2011 : 1re place aux championnats du monde[3]

### Grappling
- 2007 : 1re place à l'ADCC Submission Wrestling World Championship (+60 kg et absolute)[4]
- 2009 : 1re place à l'ADCC Submission Wrestling World Championship (+60 kg)[5]